# Fuerzas Armadas Revolucionarias de Cuba
Las Fuerzas Armadas Revolucionarias (FAR), originalmente llamado Fuerzas Militares Revolucionarias, es el conjunto de fuerzas militares terrestres, aéreas y marítimas de la República de Cuba, creadas por Fidel Castro Ruz tras el triunfo de la Revolución cubana en 1959, cuando el Ejército Constitucional de Cuba (1898-1959) fue disuelto, y muchos de sus oficiales emigraron, fueron encarcelados o ejecutados. En 1960, el gobierno de Osvaldo Dorticós Torrado y Fidel Castro cambió el nombre del ejército a Fuerzas Armadas Revolucionarias de Cuba (FAR).
La Constitución cubana de 2019 establece que el Presidente de la República de Cuba desempeña la Jefatura Suprema de las FAR y determina su organización general.

## Estructura
La estructura de dirección de las FAR parte del papel directivo del Comandante en Jefe. Este cargo fue desempeñado desde los tiempos del Ejército Rebelde hasta el 24 de febrero de 2008 por Fidel Castro. Posteriormente lo ejerció el General de Ejército Raúl Castro, tras ser designado como presidente de la República de Cuba ese mismo día. Y en la actualidad lo ejerce el actual Presidente de la República, Miguel Díaz-Canel Bermúdez.
El actual ministro de las FAR es el General de Cuerpo de Ejército (GCE) Álvaro López Miera quién sustituyó al GCE Leopoldo Cintra Frías, nombrado 9 de noviembre de 2011 tras la muerte del General Julio Casas Regueiro. El General de Cuerpo de Ejército Ramón Espinosa Martín es el viceministro primero. El otro viceministro es el General de Cuerpo de Ejército Joaquín Quintas Solá. Todos tienen el título de Héroe de la República de Cuba y son veteranos de las misiones militares cubanas en África.
La estructura de las FAR tiene su núcleo operativo en un Estado Mayor General, cuyo jefe, con rango de viceministro, es el  General de División Roberto Legrá Sotolongo. Las FAR están constituidas por tres fuerzas regulares principales: 
- Armada de Cuba.
- Ejército de Cuba.
- Fuerza Aérea Cubana.

Son complementadas por las siguientes fuerzas irregulares:
- Las Milicias de Tropas Territoriales (MTT) son una milicia nacional popular cubana formada por voluntarios, las MTT  fueron establecidas el 1 de mayo de 1980 y puestas bajo el mando del Ministerio de las Fuerzas Armadas Revolucionarias de Cuba (MINFAR).
- Las Milicias Nacionales Revolucionarias (MNR) están organizadas en Batallones y Regimientos en las provincias y municipios.
- Las Brigadas de Producción y Defensa (BPD) están encaminadas a contribuir al desarrollo del aparato productivo del país en tiempo de guerra, están organizadas por zonas de defensa (más de 2.000 en todo el país) y en los centros de producción o estudio.

Las FAR se dividen estructuralmente, además de las armas, en tres ejércitos, a la jefatura de los cuales se subordinan todas las unidades militares enclavadas en esos territorios. Así mismo, cada provincia cuenta con un Estado Mayor Provincial y que se constituye una Región Militar.
- Ejército Occidental: Defiende desde Pinar del Río hasta la provincia de Mayabeque, incluyendo a La Habana, capital de la República. Su jefe es el general de división Raúl Acosta Gregorich.
- Ejército Central: Defiende las provincias de Matanzas, Villa Clara, Cienfuegos, Sancti Spíritus y Ciego de Ávila. Su jefe es el general de división Andrés González Brito
- Ejército Oriental: Llamado el "Señor Ejército", defiende desde la provincia de Camagüey hasta Guantánamo, incluyendo la línea fronteriza con la Base Naval de Guantánamo, ocupada por Estados Unidos y su actual jefe es el General de División Ricardo Rigel Tejeda.
- Ejército Juvenil del Trabajo (EJT): Está formado por unidades de reclutas movilizados para llevar a cabo tareas productivas generalmente agrícolas, pero que reciben educación y entrenamiento militar. Su jefe es el General de Brigada Eliecer Alfredo Velázquez Almaguer.

Además, las FAR dirigen la Defensa Civil de Cuba, organismo para la prevención de desastres naturales; y el Instituto Nacional de las Reservas Estatales (INRE), organismo que controla las reservas de tiempo de guerra y emergencias de todo el país.

## Reclutamiento y licenciamiento

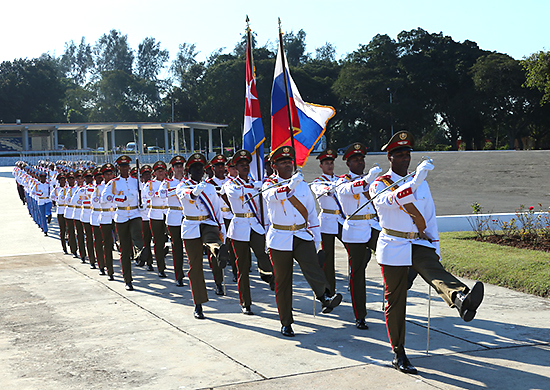
Soldados de la Unidad Ceremonial de las FAR desfilando durante una visita del Ministro de Defensa de Rusia, 2015.

En el proceso de reclutamiento militar, diferentes comisiones son encargadas de decidir el destino de cada joven ingresado a las filas. Estas comisiones están estructuradas por Oficiales de las FAR, MININT, organizaciones políticas y sociales de la localidad. A las entrevistas también son invitadas las familias de los reclutados.
Los jóvenes varones cubanos que llegan a la edad de 18 años, deben tomar parte de manera obligatoria en el servicio militar obligatorio, durante un período de dos años. En el caso de las mujeres, el mismo es voluntario, se llama servicio militar voluntario femenino (SMVF), si reúnen los requisitos de ingreso, son generalmente aceptadas. El SMVF es además una de las opciones posibles para ingresar en la enseñanza universitaria. El licenciamiento antes del plazo fijado es un estímulo a los combatientes ejemplares.
Al concluir la prestación del Servicio Militar Activo, los militares reciben de sus respectivos jefes de unidad el certificado correspondiente. Se considera licenciado del Servicio Militar Activo cuando el ciudadano, al concluir el plazo de tiempo dispuesto, reciba sus documentos para causar alta en el Servicio Militar de Reserva o ser excluido del registro militar y lo acredite debidamente en el órgano de registro militar de su lugar de residencia.

### Casos en que está reglamentado el otorgamiento de la licencia del Servicio Militar
La Resolución n.º 47 complementaria al Capítulo IV de La Ley 75 en su Artículo 51 estipula que: Los sargentos, cabos, soldados y marineros que se encuentren cumpliendo el Servicio Militar Activo pueden ser licenciados en los casos siguientes:
Los militares no profesionales:
- Por cumplimiento del plazo de servicio, el que arribe al plazo de tiempo de Servicio Militar Activo establecido por el que fuera llamado.
- Por enfermedad, el que haya sido declarado no apto por las comisiones médicas militares facultadas para ello.
- Por problemas familiares, cuando por la gravedad así lo hagan aconsejable, a propuesta de las comisiones de reclutamiento provinciales y por decisión de los jefes facultados para ello por el ministro de las Fuerzas Armadas Revolucionarias.
- Por estímulo, a aquellos que cumplen ejemplarmente el Servicio Militar Activo, por decisión del Ministro de las Fuerzas Armadas Revolucionarias.
- Por pasar a la prestación de formas alternativas para el cómputo del plazo de Servicio Militar Activo, en los casos aprobados por el Ministerio de las Fuerzas Armadas Revolucionarias.
- Por decisión del Ministro de las Fuerzas Armadas Revolucionarias, cuando existan razones que así lo hagan aconsejable.
- Por solicitud propia, sólo para el servicio militar voluntario femenino, cuando existan causas debidamente argumentadas.
- Por sanción judicial, los que hayan sido sancionados por un tribunal a privación de libertad por más de dos o cuando, con independencia del término de la sanción, se disponga su cumplimiento en un establecimiento penitenciario.[5]

## Fuerzas Especiales
Las fuerzas especiales fueron fundadas en 1977, tras percatarse el MINFAR que no poseía este tipo de tropas para ejecutar las misiones de ese tipo en la misión internacionalista de Angola, en el año 1975, y tener que utilizar a las tropas especiales del Ministerio del Interior (MININT) en la primera fase de la misión internacionalista de Cuba en Angola, para evitar la toma de Luanda y otras acciones. Se formaron oficiales en las Academias Militares del GRU en las ciudades rusas de Cherepovéts y Riazán, además tropas de desembarco y tropas de asalto aerotransportadas, se formaron en la ciudad de Tambov en una academia militar de las VDV. En Cuba se contaba con la asesoría de oficiales soviéticos, vietnamitas, norcoreanos y la experiencia de oficiales de las tropas especiales del MININT de esta manera se fueron conformando las fuerzas popularmente  conocidas como Avispas Negras, esta unidad recibe una educación y entrenamiento militar de élite y desde el año 1990 han adoptado el arte marcial militar Kiok-Sul, de origen norcoreano, aunque durante su evolución sus efectivos fueron entrenados también en otras artes marciales militares como el Karate operativo cubano, el Systema ruso y el Krav magá israelí. Como tropas de élite, las Avispas Negras son las encargadas de cumplir con las misiones de inteligencia, acciones de combate y acciones de distracción en territorio controlado por el enemigo. Las Avispas Negras pertenecen al Ministerio de las Fuerzas Armadas Revolucionarias, el (MINFAR). Cuando ejecutaron una mayor cantidad de misiones reales, fue durante la Guerra de Angola, que duró 16 años, donde formaron parte del denominado "Frente Olivo". Así como en menor medida durante la Guerra del Ogadén, entre Etiopía y Somalia, y en Nicaragua, donde constituyeron los temidos Batallones de Infantería Ligera (BIL) que combatían a la guerrilla de la Contra nicaragüense.
Hasta el año 2010 su principal polígono de preparación fue la base militar que se ubicaba en la localidad de "El Cacho", en la provincia occidental de Pinar del Río, ahora conocida como "Escuela Nacional de Tropas Especiales “Baraguá" (ENTE), aunque se conocen otros centros de preparación como "El Nicho", en el Escambray, y "Seboruco", en el oriente de la Sierra Maestra.
Posteriormente a esta fecha, la formación universitaria de esta especialidad militar pasó a las Escuelas Interarmas ‘’Antonio Maceo’’ y ‘’José Maceo’’ de La Habana y Santiago de Cuba respectivamente; aunque existen en todas las Regiones Militares que coinciden con cada provincia, en los centros de entrenamiento intensivo, y en los acuartelamientos de estas tropas, en forma de Brigadas de Tropas Especiales. (BTE).
Pero actualmente su volumen principal radica en la localidad habanera de la antigua prisión militar de "El Pitirre", en el kilómetro ocho de la Autopista Nacional, y en "Playa Baracoa", en el límite entre La Habana y la Provincia de Artemisa, con otras unidades menores en "El Bosque de La Habana" y en "El Reloj Club", cerca del aeropuerto del Rancho Boyeros. Las avispas están subordinadas a la Dirección de Tropas Especiales del MINFAR.
Desde el año 2011, estas tropas especiales se distinguen por llevar públicamente "boinas verdes". Además, a ellas también pertenecen las Tropas Especiales de Prevención, equipadas con "boinas rojas", que son la Policía militar cubana, y un batallón adicional de comandos especiales, para proteger al edificio de Sierra Maestra, donde está la sede del Ministerio de las Fuerzas Armadas Revolucionarias (MINFAR) en la Plaza de la Revolución de La Habana, los Comandos Especiales están subordinados a la Dirección de Inteligencia Militar del MINFAR.
Así mismo, también se destaca la anteriormente denominada Brigada Especial de la PNR (Policía Nacional Revolucionaria), a partir del año 2012, sus integrantes comenzaron a usar uniformes de color verde olivo en cada una de las provincias cubanas, y pasaron a denominarse Brigada Especial del Ministerio del Interior, MININT, cuyo objetivo principal es reprimir a los ciudadanos revoltosos, en caso de un levantamiento popular (son unidades antimotín). No obstante, reciben entrenamiento militar por parte de tropas élite, y en tiempos de guerra están preparados para cumplir misiones en la retaguardia enemiga. Esta unidad estuvo subordinada hasta el año 2011, a la Dirección General de la Policía Nacional Revolucionaria (DGPNR). Las Brigadas Especiales Provinciales, se subordinan a los delegados del MININT en cada provincia cubana. Por ello visten uniformes de color azul semejante a la Policía Nacional Revolucionaria (PNR), pero distinguiéndose con una boina negra.
Actualmente continúan llevando la boina negra, pero van uniformados de color verde olivo en provincias, y van vestidos de negro en La Habana; su símbolo distintivo es un gallo de pelea de color negro, por lo que popularmente se les conoce como "Los Gallitos Negros", y su lema es: "somos como los gallos finos, que nunca abandonamos el ruedo". Los Gallitos Negros se subordinan directamente al Ministro del Interior. (MININT).
Existe además una la Brigada Especial Nacional (BEN) del MININT, que se rige por las órdenes del propio Ministro del Interior, y se distingue por usar uniformes negros, junto con las boinas negras y el mismo distintivo de un gallo negro de pelea, pero con la inscripción BEN; estas fuerzas de élite, además de la preparación habitual, se encargan de las actividades antiterroristas y de ejecutar acciones de comando contra delincuentes armados, y son los encargados de neutralizar a los agresores y a todos aquellos que lleven a cabo acciones graves contra la ciudadanía cubana.
El mayor grupo de élite dentro del MININT cubano es la (UTE) "Unidad Táctica Especial", que recientemente aumentó sus efectivos y fue nombrada en el 2014 como: (GTE) "Grupo Táctico Especial", estos operativos, son catalogados como operadores de operaciones especiales por su alto nivel profesional. Actúan como el brazo armado de las Agencias de Inteligencia Cubanas, se subordinan directamente al Consejo de Defensa y Seguridad Nacional (CODESENA), que es una institución coordinadora de todas las Direcciones de Contrainteligencia e Inteligencia militar del régimen cubano, y que está encabezada por el General de Brigada Alejandro Castro Espín, el único hijo varón del ex-Presidente de Cuba Raúl Castro Ruz.
Sus miembros se seleccionan fundamentalmente entre militares curtidos y con experiencia, provenientes de otros cuerpos especiales como: El destacamento de destino especial (DDE), los "Gallitos Negros", los "Boinas Rojas", las unidades de prevención de las FAR, y las "Avispas Negras", todos sus miembros son expertos en tácticas de combate y en operaciones especiales, están experimentados en diversas artes marciales, en armamento, paracaidismo, en el uso de explosivos, en el combate urbano, asaltos, etcétera.
Sus misiones más fundamentales son la lucha antiterrorista, los rescates de rehenes, la búsqueda y captura de criminales muy peligrosos, la protección de personas vip, el enfrentamiento de subversiones armadas urbanas, e incluso llevan a cabo misiones secretas en otros países. Habitualmente se visten con un uniforme negro, incluida la boina negra con un distintivo característico.
Los Comandos de Nadadores de Combate, es lo que queda de las desarticuladas Tropas de Infantería de marina, sus oficiales fundadores fueron entrenados originalmente en las ciudades de Bakú y en Kaliningrado, en la antigua Unión Soviética. Estas tropas especiales están radicadas desde la década de 1980 en el puerto de Mariel, y usaban boinas negras, que han pasado a ser de color verde, son las unidades de élite de la Marina de Guerra Revolucionaria.
Los Nadadores de Combate se especializan en realizar operaciones subacuáticas de todo tipo (patrullajes, demoliciones submarinas, exploraciones, sabotajes, etc.) Ellos se subordinan verticalmente a la Dirección de Tropas Especiales del MINFAR. Habitualmente usan un uniforme de camuflaje y llevan un distintivo con la imagen de un delfín mular en el brazo.
También hasta el año 1993, el MINFAR tenía otras tropas especiales, que ya fueron abolidas y absorbidas por las Avispas Negras, estas eran nombradas Tropas Aerotransportadas de Destino Especial, llevaban boinas azules, y estaban ubicadas en "Playa Baracoa", estaban subordinadas a la Defensa Antiaérea de las Fuerzas Armadas Revolucionarias, la (DAAFAR), en los años ochenta del siglo XX, eran una especie de tropas de desembarco naval y asalto aéreo, que participaron en la Guerra de Angola, en los combates de Kanganba y Cuito Canavale. Estos paracaidistas militares, llevaban en el brazo el emblema de un paracaídas abierto.
Sus primeros oficiales se formaron de forma emergente en las academias militares de la Tropas de Desembarco Aéreo (VDV), en las ciudades rusas de Riazán y Tambov, entre los años 1976 y 1977, estos militares contaban con una educación y entrenamiento militar de élite, y conformaron, a partir de los meses finales de 1977, sendas compañías que participaron en la Guerra de Angola, después fueron convertidas en batallones, estas unidsdes fueron nombradas como "Tigres" y "Leones", y se subordinaban al "Frente Olivo", que en un principio poseía unidades antiguerrilla y fuerzas especiales, al final del conflicto en Angola, tenían un mando propio.

## Ejército Revolucionario de Cuba
El Ejército Revolucionario de Cuba (Ejército Constitucional Cubano hasta 1959) es la rama terrestre de las Fuerzas de Defensa de Cuba. El Ejército Revolucionario de Cuba es el Ejército terrestre de Cuba. Fue formado en 1895 durante el Movimiento de independencia nacional. Originalmente era conocido como el Ejército Constitucional de Cuba. Luego del triunfo de la Revolución Cubana, el 1 de enero de 1959, pasó a denominarse Ejército Revolucionario de Cuba, formando parte de las Fuerzas Armadas Revolucionarias de Cuba.

## Fuerza Aérea Revolucionaria
Las Tropas de la Defensa Antiaérea de las Fuerzas Armadas - Fuerza Aérea Revolucionaria(DAAFAR) se estructuran dentro de las unidades regulares de los tres ejércitos. Tienen la misión principal de rechazar los golpes externos, apoyar las acciones de las tropas terrestres y de la Marina de Guerra, así como garantizar el aviso a las tropas, fuerzas y a la población en general de todo el territorio cubano. Su actual jefe (2021) es el general de brigada Antonio Curbelo Sardiñas.

## Marina de Guerra Revolucionaria
Las unidades de la Marina de Guerra Revolucionaria, MGR constituyen bases navales que cuentan con escuadrillas de lanchas coheteras y torpederas, cazasubmarinos y otras unidades de superficie y destino especial. Tienen la misión de luchar contra las agrupaciones en los accesos al territorio nacional y asestar golpes a sus medios navales. Un importante papel desempeña la Marina Popular, constituida por Formaciones Especiales Navales y Brigadas de Producción y Defensa especializadas en la lucha en el mar, su jefe (en 2021) es el Contralmirante Carlos Alfonso Duque Ramos.

## El Emporio Económico Militar de G.A.E.S.A.
El ejército controla gran parte y los rubros más lucrativos de la economía cubana, y gestiona algunas empresas estatales en varios sectores económicos. Más del 70% del comercio minorista en dólares en Cuba era dirigido por el difunto General de División Luis Alberto Rodríguez López-Calleja, (fallecido en el 2022). Quien fue presidente del Grupo de Administración Empresarial Sociedad Anónima (G.A.E.S.A.), una organización empresarial que pertenece a las Fuerzas Armadas Revolucionarias (F.A.R.). El Banco Financiero Internacional, uno de los organismos bancarios más importantes del gobierno cubano, ha pasado a ser gestionado por G.A.E.S.A., el Grupo de Administración Empresarial de las Fuerzas Armadas Revolucionarias de Cuba.

## Rangos o grados

Comandante en Jefe

General del Ejército

| Ejército Revolucionario                              | Marina de Guerra Revolucionaria | Defensa Antiaérea y Fuerza Aérea Revolucionaria | Ejército Juvenil del Trabajo  |         |
| ---------------------------------------------------- | ------------------------------- | ----------------------------------------------- | ----------------------------- | ------- |
| General de Cuerpo de Ejército                        | Almirante                       | General de Cuerpo de Aviación                   | General de Cuerpo de Ejército |         |
| General de División                                  | Vicealmirante                   | General de División                             | General de División           |         |
| General de Brigada                                   | Contraalmirante                 | General de Brigada                              | General de Brigada            |         |
| Archivo:Primer Coronel FAR - Cuba.png Primer Coronel | Coronel                         | Capitán de Navío                                | Coronel                       | Coronel |
| Teniente coronel                                     | Capitán de Fragata              | Teniente coronel                                | Teniente coronel              |         |
| Mayor                                                | Capitán de Corbeta              | Mayor                                           | Mayor                         |         |
| Capitán                                              | Teniente de Navío               | Capitán                                         | Capitán                       |         |
| Primer Teniente                                      | Teniente de Fragata             | Primer Teniente                                 | Primer Teniente               |         |
| Teniente                                             | Teniente de Corbeta             | Teniente                                        | Teniente                      |         |
| Subteniente                                          | Alférez                         | Subteniente                                     | Subteniente                   |         |

Es de señalar que existen además otros grados honoríficos llamados Comandantes de la Revolución otorgados solo a escasas figuras históricas de la Revolución, de estos en estos momentos se mantienen con vida el Comandante de la Revolución Ramiro Valdez Menéndez, actual vice primer ministro de la República, y el Comandante de la Revolución Guillermo García Frías, presidente del Instituto Nacional de Reservas Estatales y de la empresa Flora y Fauna. 
Los grados de Comandante en Jefe y de General de Ejército han sido utilizados solamente por Fidel Castro y Raúl Castro desde su fundación; a pesar de que el Presidente de la República es el Comandante en Jefe de las FAR se desconoce si en algún momento usara los grados oficiales; el propio Raúl en su discurso inicial en el 2008 solicitó continuar usando sus grados y uniformes y que el Comandante en Jefe era solo uno.

Se presume, sin existir fuente oficial aún, que en algún momento existirá un reordenamiento de grados militares, teniendo en cuenta que el actual Ministro de las FAR es un General de Cuerpo de Ejército, y los jefes de Ejércitos regioales son Generales de División. 

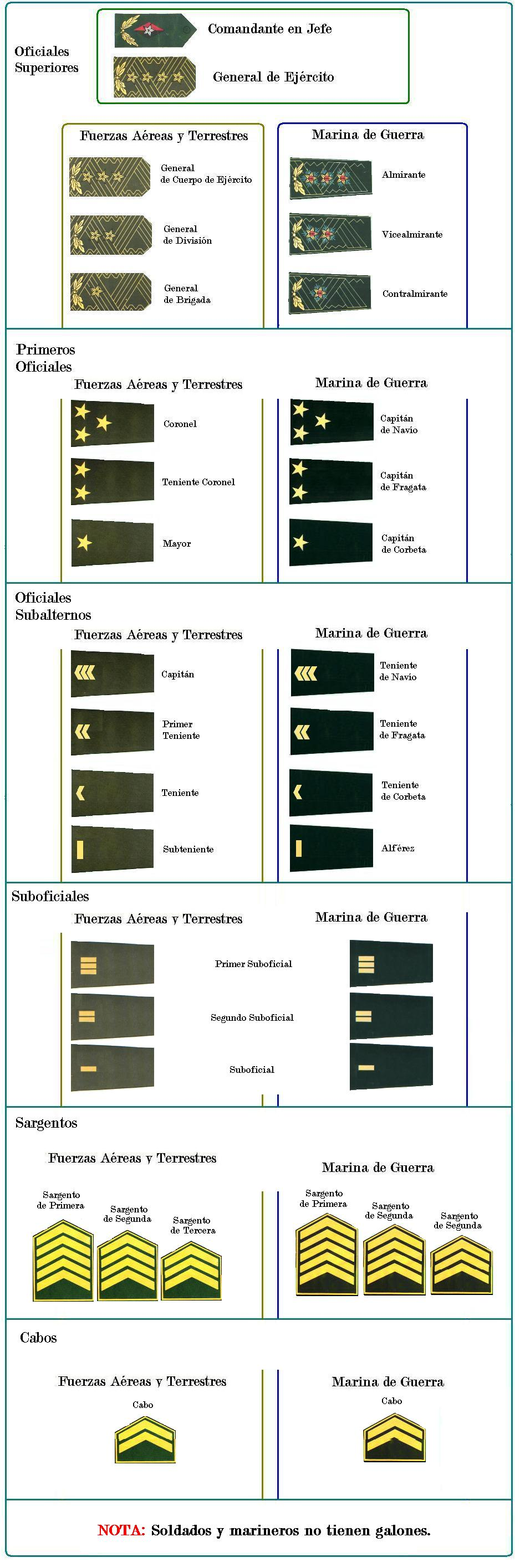
Sistema de grados de las FAR.

## Tecnologías y potencial bélico
Las FAR están armadas fundamentalmente por tecnología proveniente de la desaparecida URSS. Poseen una industria militar que produce armas ligeras y minas. Algunas de las plantas de dicha industria son las mayores en su tipo del país. 
En el desfile por el 50.º Aniversario de las FAR, el 2 de diciembre de 2006, pudo apreciarse el armamento ex-soviético modificado por la industria militar cubana. Así mismo su principal armamento de infantería es el fusil de asalto AKM.
Las FAR despliegan además una intensa actividad económica en la vida civil, a través de empresas turísticas y comerciales como forma de financiarse.
Entre sus armas están: 
- AKM - En Cuba se fabrican en grandes cantidades y son modernizados con visores ópticos de última generación y con silenciadores
- AKS-74U - Usada por los paracaidistas y por algunas unidades de las Tropas Especiales
- AMD-65 - Rifle de asalto
- Vz. 58 - Rifle de asalto
- APS- Fusil de asalto subacuático usado por las fuerzas especiales cubanas
- RPK - Ametralladora ligera
- KPV - Ametralladora pesada
- DShK - Ametralladora pesada
- Goriunov SG-43 / SGM - Ametralladora pesada (usada por las milicias territoriales)
- PKM - Ametralladora multipropósito
- Dragunov SVD - Fusil de francotirador
- Fusil Mosin-Nagant modernizado - fabricado en Cuba bajo licencia
- Fusil Turquino con cañones intercambiables - puede usar municiones de 7.62mm; de 5.56mm y de 9mm. Se produce en Cuba para operaciones especiales. Tiene dos variantes: estándar con cañón de 16" y recortado con un cañón más corto
- Alejandro - Fusil de francotirador de  7,62 × 54 mm diseñado y fabricado en Cuba.
- Mambí - Rifle de precisión de 12,7 × 108 mm de fabricación nacional
- Zaco - Rifle de francotirador de fabricación nacional de 7,62 × 51 mm OTAN. Existen 3 variantes de este fusil
- RPG-7 - Arma antitanque fabricada en Cuba bajo licencia
- SPG-9 - Arma antitanque
- Makarov PM - Pistola semiautomática fabricada bajo licencia en Cuba
- CZ 75 - Pistola semiautomática
- Pistola automática Stechkin - Pistola automática
- PM-63 RAK - Sub-fusil usado por algunas unidades de las MTT
- AGS-17 - Lanzagranadas automático fabricado en Cuba con algunas modernizaciones
- Escopeta lanzagranadas M79 - Lanzagranadas de fabricación norteamericana producida sin licencia en Cuba
- Granadas de mano RGD-5, F-1, RG-42, RKG-3
- Lanzallamas LPO-50

Tanques Ligeros
- PT-76 - Actualmente 60 están activos con la Marina De Guerra Revolucionaria

Tanques de Combate
- T-34-85 - Este tanque es usado como artillería autopropulsada con una M-46 o una D-30 montada
- T-55 (1200) - Están en servicio y aproximadamente 500 están modernizados a la variante T-55M y también son usados como artillería autopropulsada con una M-46 de 130mm montada como artillería autopropulsada de largo alcance. También son plataforma móvil para misiles SA-2 y SA-3
- T-62 (500) - Aproximadamente 400 están modernizados a la variante T-62M

Vehículos de Reconocimiento
- BRDM-2 (200) - Usados por las Tropas Especiales. Son fabricados en Cuba y modernizados con un mortero de 120 mm

Vehículos Blindados de Transporte
- BTR-152 - Existe una versión de este vehículo con una ZU-23-2 montada en la parte trasera
- BTR-60 (800) - Existen varias versiones de este vehículo. Una con una torre de un T-55 y un cañón de 100 mm, otra con una torre de un BMP-1 y con un cañón de 73mm armado con un AT-3 Sagger y otra con ametralladoras antiaéreas de 37mm o ZU-23-2 de 23 mm
- BTR-70

Vehículo de Combate de Infantería
- BMD-1 (150)
- BMP-1 (500) - En Cuba se usa la variante BMP-1P con un misil antitanque AT-4 Spigot
- Vehículo blindado multipropósito El David/Iguana -vehículo blindado de producción nacional basado en el BTR-40

Artillería Remolcada (710)
- Cañón de campaña A-19 de 122mm
- Obús remolcado M-1955 D-20 de 152mm
- Obús remolcado A218 (D-30) de 122mm
- Cañón divisional D-44 de 85mm
- Obús remolcado M1938 (M-30) de 122 mm Zvezda
- Cañón de campaña M-46 de 130mm

Artillería Auto-Propulsada
- 2S1 Gvozdika (100)
- 2S3 Akatsiya (120)
- Otras piezas de artillería autopropulsada son fabricadas en Cuba que son chasis de T-55 con un M-46 montada, un T-34-85 con una M-46 o una D-30 montada o un BMP-1 con una D-30 122mm y una torre modificada. Cuba cuenta con más de 200 de estas fabricaciones además de los camiones con D-30 y M-46 montadas[cita requerida].

Lanza Cohetes Múltiples
- BM-21 - (260) fabricados bajo licencia en Cuba
- BM-14-17M - Usados por los Guarda Fronteras y las MTT
- P-15 Termit - Usado por la Marina de Guerra Revolucionaria.                      Misiles balísticos
- R11, R17, Hwasong5/6 (+100)

 Misiles Antibuques
- Sistema Bandera - (+100) Camión con dos misiles SS-N-2 Styx

Morteros (+3000)
- M41/43
- M38/43

Armas antitanque
- AT-1 Snapper
- AT-3 Sagger - En Cuba se produce bajo licencia una versión mejorada
- 9K111 Fagot
- D-44
- T-12

Cañones antiaéreos
- ZU-23-2 - 500
- ZPU-4 - 300
- S-60 - 520

Artillería antiaérea autopropulsada
- ZSU-23-4 - 58
- ZSU-57-2 - 35

Misiles tierra-aire
- SA-6 Gainful - 12
- SA-7 Grail - 60
- SA-8 Gecko - 16
- SA-9 Gaskin - 60
- SA-13 Gopher - 42
- SA-14 Gremlin - 50
- SA-16 Gimlet - 120
- S-75 Dvina - 150
- S-125 Neva/Pechora - 250

Misiles tierra-aire autopropulsados
- S-75 Dvina - (50 en chasis de T-55, producido por las FAR, actualmente fabricado por Rusia y vendido bajo licencia)
- S-125 Neva/Pechora - (Aproximadamente 40, producido por las FAR)

Aviones

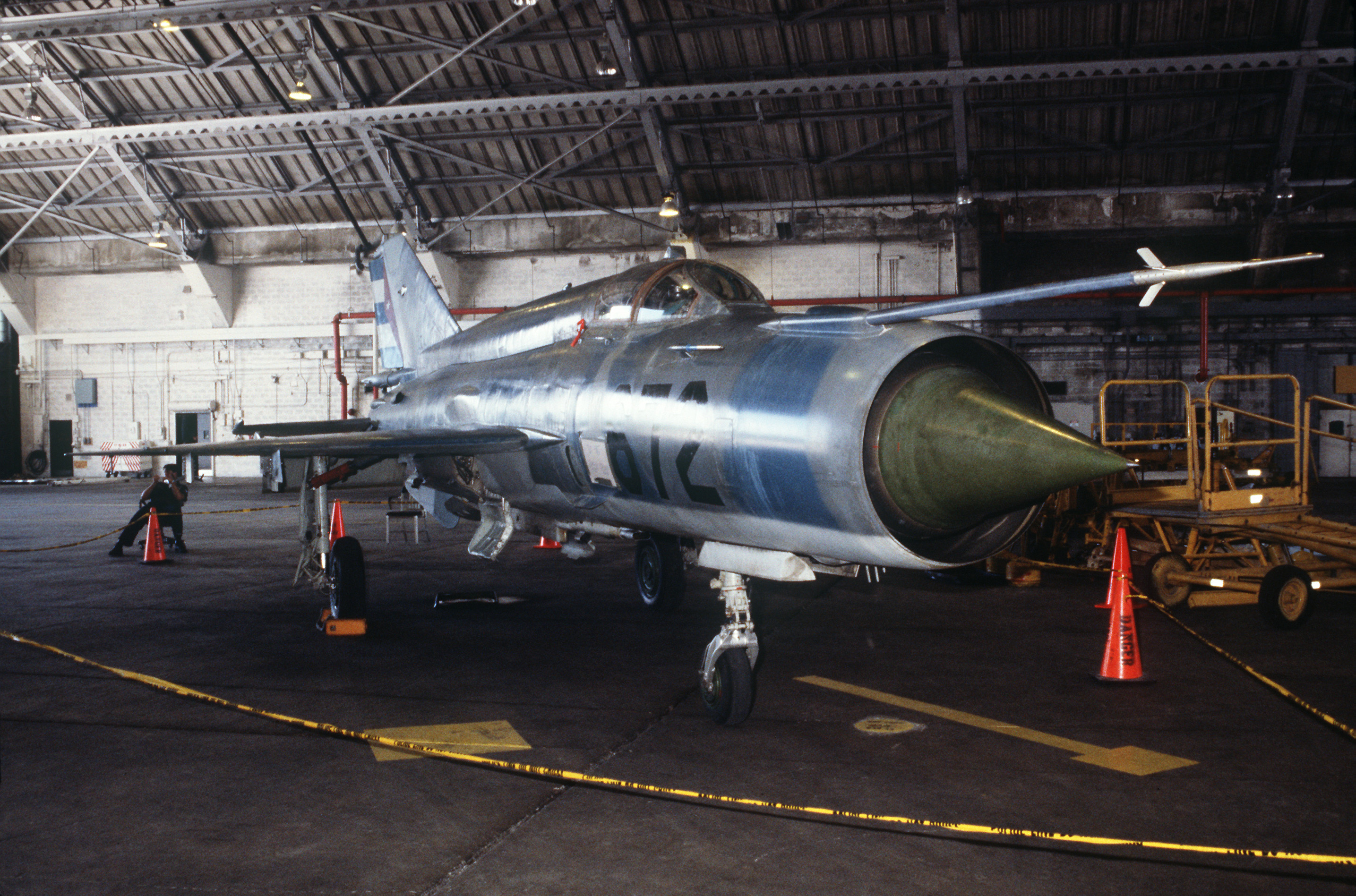
MiG-21.

La Aviación militar cubana tiene disponibles:
- 260 aviones de combate
  - 25 MiG-29
    - 21 MiG-29SM
    - 4 MiG-29UB

  - 80 MiG-23
    - 21 MiG-23MF
    - 39 MiG-23BN
    - 15 MiG-23ML
    - 5 MiG-23UB

  - 135 Mig-21
    - 84 MiG-21bis
    - 36 MiG-21MF
    - 15 MiG-21US/UM
- Transportes
  - 4 Yak-40
  - 2 An-32
  - 20 An-26
  - 3 An-24
  - 30 An-2
- Entrenamiento
  - 25 L-39C
  - 20 Z-326
- Helicópteros
  - 2 Mi-2
  - 40 Mi-8
  - 34 Mi-17
  - 28 Mi-24
  - 10 Mi-14
  - 2 Ka-27

Buques
La Armada militar cubana tiene disponibles:
- 2 – Rio Damuji clase Fragata
- 1 – Pauk II clase Corbeta
- 8 – Osa II clase buque rápido de ataque
- 2 – Stenka clase bote patrulla
- 45– Zhuk clase bote patrulla
- 3 – Sonya clase dragaminas
- 5 – Yevgenya clase dragaminas
- 10 – Delfín clase minisubmarino
- 1 – buque de colección de Inteligencia
- 3 – batallón de asalto anfibio

## Centros de enseñanza militar[8]
La mayoría de las denonimaciones de estos centros fueron cambiadas en el 2021 a "Universidades",por el Decreto-Ley 29, “MODIFICATIVO DE LA LEY No. 1307, DE 29 DE JULIO DE 1976”, el cual fue aprobado el pasado 16 de febrero de 2021 y publicado en la Gaceta Oficial el reciente 16 de abril.

### Colegio de Defensa Nacional
El Colegio de Defensa Nacional (CODEN) fue fundado en octubre de 1990 como centro de educación Superior adscripto al Ministerio de las Fuerzas Armadas Revolucionarias. Tiene a su cargo la educación de postgrado de los principales cuadros civiles y militares del país en lo referido a la concepción y desarrollo de la Seguridad y Defensa Nacional. Pretende, además, fortalecer la conciencia nacional sobre la defensa de la Patria y contribuir al desarrollo de nuestras relaciones exteriores.

### Academia de las FAR "General Máximo Gómez Báez"
Institución fundada el 3 de julio de 1963 y actualmente constituye el principal centro científico docente de las Fuerzas Armadas Revolucionarias.
Sus instalaciones, ubicadas al este de la capital cubana, dan formación militar a cientos de jóvenes oficiales para ocupar cargos superiores en la cadena de mando. Lleva el nombre de Máximo Gómez Báez, dominicano que combatió por la independencia de Cuba y llegó a ser General en Jefe del Ejército Libertador.

### Escuelas Militares Camilo Cienfuegos
Los centros preuniversitarios vocacionales militares son instituciones educacionales subordinadas a las FAR; llevan el nombre del Comandante del Ejército Rebelde Camilo Cienfuegos, uno de los fundadores de las Fuerzas Armadas Revolucionarias (FAR) y combatiente del Ejército Rebelde. Actualmente existen 20 a lo largo de todo el país.

### Universidad de Ciencias Militares "General José Maceo y Grajales"
Institución fundada el 15 de septiembre de 1980 ubicada en Santiago de Cuba, segunda ciudad en importancia del país. Lleva el nombre de José Maceo Grajales, reconocido jefe militar de las guerras independentistas cubanas del pasado siglo. Forma oficiales en las especialidades del perfil de mando de las diferentes armas de las tropas terrestres y tropas especiales. 

### Universidad de Ciencias Militares "General Antonio Maceo y Grajales"
Centro fundado en febrero de 1963. Posee una rica experiencia en la formación de oficiales para las FAR. En sus instalaciones, ubicadas al suroeste de la capital del país, cientos de jóvenes se forman como oficiales de las FAR en especialidades del perfil de mando e ingeniero de las distintas armas de las tropas terrestres; además de la formación es la especialidad de tropas especiales. Cuenta con la Orden Antonio Maceo. 

«Lo que puedo decir de esta Escuela es que sus cadetes, aún sin haber estado en la guerra se gradúan oficiales veteranos.»
General de Ejercito Raúl Castro Rúz

### Universidad Tecnológica Militar "José Martí"
Centro concebido para la formación de cuadros de mando e ingenieros para las diferentes armas y tropas de la Defensa Antiaérea y Fuerza Aérea Cubana. El mismo está ubicado en la Ciudad de La Habana. Tiene el honor de llevar el nombre de José Martí, Héroe Nacional de Cuba. 

### Academia Naval "Granma"
Ubicada al este de la capital, comparte instalaciones con la Academia de las FAR "General Máximo Gómez". Ubicada en su fundación en el Mariel , trasladada después a la que es ahora escuela de medicina internacional, en los confines de Santa Fe y Baracoa , en las orillas del río Santa Ana. Tiene el objetivo de preparar los oficiales para la Marina de Guerra. El proceso docente educativo se desarrolla además en las unidades navales de tierra y en los buques, bases y talleres de reparación durante los períodos prácticos. Esta institución comenzó a preparar oficiales para la Marina de Guerra Revolucionaria desde 1959, por lo que acumula una vasta experiencia en esta tarea. Granma es el nombre del yate que condujo desde México a los 82 expedicionarios que al mando de Fidel Castro Ruz, desembarcaron en Cuba, el 2 de diciembre de 1956 para comenzar la lucha insurreccional.

### Universidad Militar de Ciencias Jurídicas "Comandante Arides Estévez Sánchez"
Institución encargada de preparar oficiales del perfil jurídico. Su nombre constituye un homenaje al comandante Arides Estévez, oficial de las Fuerzas Armadas Revolucionarias caído en misión internacionalista y unos de los primeros jefes de la Dirección de Inteligencia Militar.

### Universidad de Ciencias Médicas de las FAR
Antiguo Instituto Superior de Medicina Militar `` Luis Díaz Soto´´ Su nombre fue cambiado en 2008, cuando fue trasladada del Hospital Naval al que ocupa actualmente, al Hospital Militar Central Dr. Carlos J. Finlay ubicado al oeste de la Ciudad de La Habana. Fue fundada el 7 de octubre de 1981 y es una unidad subordinada directamente al Ministerio de las Fuerzas Armadas Revolucionarias y está prevista para la formación de oficiales de perfil médico de nivel superior, a la superación,  formación académica de postgrado e investigaciones en el campo de la Medicina Militar , en correspondencia con las exigencias del Partido, el Estado y las FAR refrendadas en la base reglamentaria, modelo de actuación del profesional y planes y programas de estudio, mediante cursos presenciales, semipresenciales y a distancia.Se apoya en las instalaciones de los hospitales militares centrales, hospitales y policlínicas del Sistema Nacional de Salud, así como las unidades médicas de las FAR. Cuenta, además, con polígonos y aulas especiales, que garantizan el rigor de la enseñanza, la educación y la alta preparación para cumplir misiones una vez graduados.
Los egresados reciben la calificación siguiente:
Doctor en Medicina en la especialidad de Médico General Integral Básico Militar.

## Experiencia combativa
Además de las misiones desarrolladas en territorio cubano durante la Invasión de Girón (1961), las FAR tomaron parte en conflictos en Argelia (1963), Siria (1973), Etiopía (1978), Angola (1975-1989) y Nicaragua (década de los 80). Efectivos de las FAR, algunos de ellos hoy con altos grados militares, participaron en diversas acciones armadas en apoyo a las guerrillas en Venezuela (década de 1960), Argentina (década de los 60), El Salvador (Años 1980), así como en varios países de África. 
Es significativo que la intervención de las FAR en Angola, en 1975, posibilitó la supervivencia del gobierno de Agostinho Neto, y a la larga, la derrota de  Sudáfrica en Cuito Cuanavale, en 1988, uno de los factores que según algunas opiniones contribuyó a la destrucción de ese régimen. Esta operación, llamada "Operación Carlota", significó el envío de más de 300.000 soldados cubanos a Angola en trece años, lo que quiere decir que en los años finales había en tierra angolana más de 50.000 efectivos, con más de mil medios blindados y decenas de aviones de combate, lo cual revela además la extraordinaria logística empleada.
Esta lista sólo incluye el envío de militares cubanos como fuerzas regulares reconocidas como beligerantes entre los estados. 
- Invasión de Bahía de Cochinos, derrota de una brigada mercenaria enviada por Estados Unidos.
- Guerra de las Arenas en Argelia, es la primera intervención de las fuerzas armadas cubanas en territorio extranjero a solicitud del entonces gobierno argelino, agredido por Marruecos. Resultado: Retirada marroquí.
- Guerra de Yom Kipur a solicitud del gobierno sirio. Arribaron al final del conflicto pero aun así sostuvieron duelos artilleros con las fuerzas israelíes.
- Operación Carlota, en respuesta a solicitud del gobierno de Agostinho Neto y participan en la guerra civil de Angola y la Guerra de la frontera de Sudáfrica. Resultado: Derrota del Ejército Sudafricano, liberación de Namibia, golpe mortal al régimen del apartheid sudafricano.
- Guerra Civil de Etiopía y la Guerra del Ogadén a solicitud del gobierno de Etiopía. Resultado: Derrota somalí.
- Revolución sandinista en Nicaragua. El Estado cubano envió personal militar que asesoró a la dirección de los servicios de seguridad e inteligencia militar nicaragüenses. Resultado: Supervivencia del régimen sandinista.

- Expedición fallida a la República Dominicana para derrocar al dictador Trujillo, en alianza con el exilio dominicano.
- Invasión estadounidense a Granada. Varios asesores militares cubanos junto con personal civil (fundamentalmente constructores), casi sin armamento pesado, se enfrentaron junto con el ejército de Granada a la invasión de EE. UU. en una pelea desigual.

## Actualidad

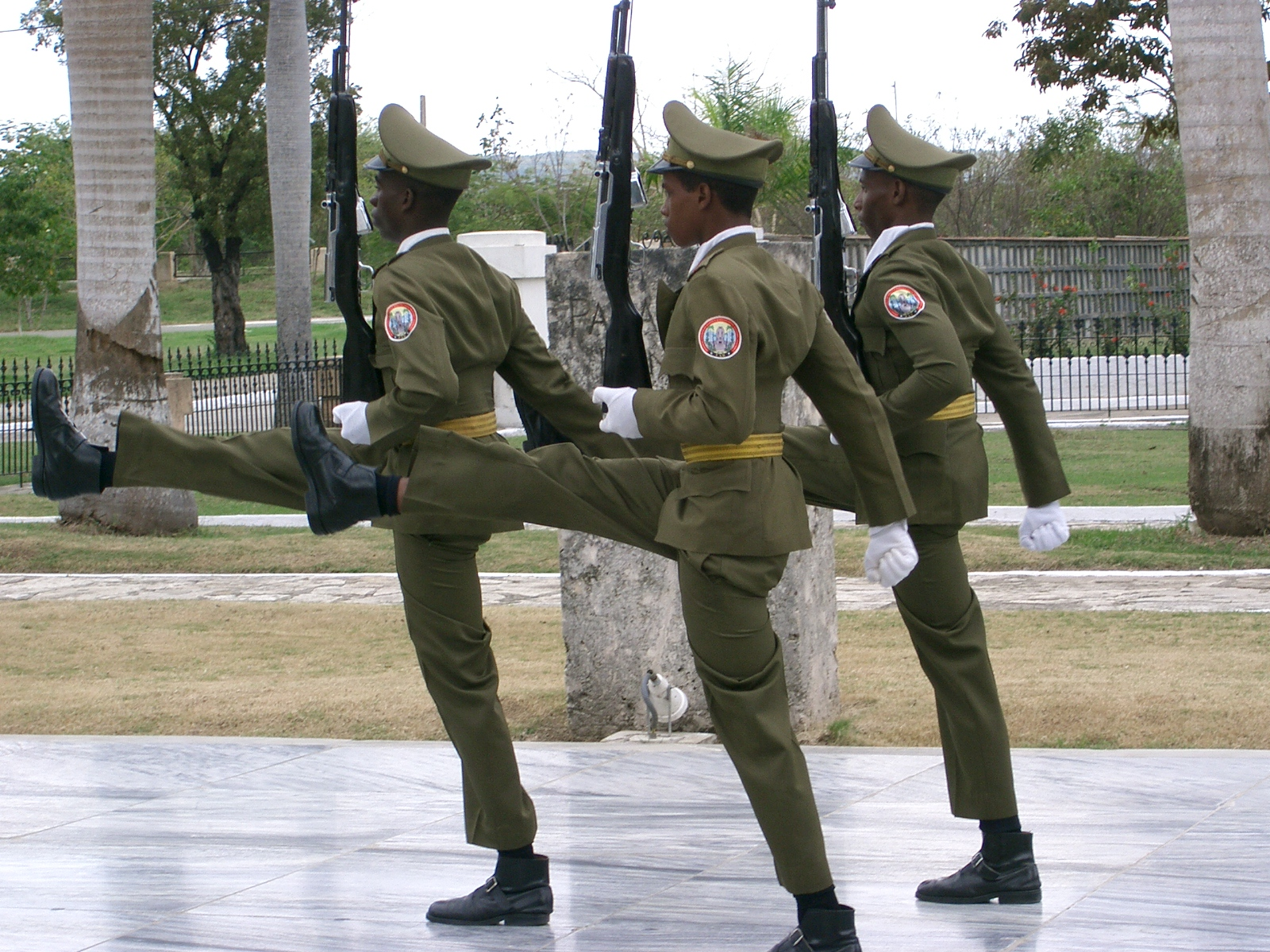
Relevo de los guardias del Mausoleo de José Martí.

A raíz del desplome de los gobiernos socialistas en Europa del Este y de la desintegración de la URSS, los suministros de armas y otros insumos para las FAR se vieron reducidos casi a cero. Con lo que el propio gobierno cubano debió desarrollar su propio sistema de aprovisionamientos.
Se negociaron nuevos contratos de mantenimientos y modernización de su técnica con Rusia o intermediarios como Venezuela.
En octubre del 2008 se recibieron en el país visitas de altos mandos de las Fuerzas Armadas de Rusia, lo cual apunta a un reforzamiento de las relaciones con ese país.

## Oficiales superiores de las FAR

### Grados honoríficos
- Comandante en Jefe Fidel Castro Ruz - Expresidente del Consejo de Estado. Líder histórico de la Revolución (fallecido en 2016)
- Comandante de la Revolución Ramiro Valdés Menéndez - Vice primer ministro.
- Comandante de la Revolución Guillermo García Frías - Presidente del INRE
- Comandante de la Revolución Juan Almeida Bosque (fallecido en 2009)

### General de Ejército
- Raúl Castro Ruz - Primer secretario del Partido Comunista de Cuba (2011-2021).

### Generales de Cuerpo de Ejército
- Leopoldo Cintra Frías - Exministro de las FAR (MINFAR)(2011-2021)
- Álvaro López Miera - Ministro de las FAR (2021-)
- Joaquín Quintas Solá - Viceministro de las FAR
- Roberto Legrá Solotono - Jefe del EMG de las FAR

#### Generales de cuerpo de ejército de la reserva
- Abelardo Colomé Ibarra - Exministro del Interior

#### Generales de cuerpo de ejército fallecidos
- Julio Casas Regueiro - Exministro de las FAR. Fallecido en 2011
- Sixto Batista Santana - Exfuncionario de las FAR. Fallecido en 2014
- Rigoberto García Fernández  - Exjefe del Ejército Juvenil del Trabajo. Fallecido en 2019
- Ramón Espinosa Martín  - Viceministro primero de las FAR. Fallecido en 2024

### Vicealmirantes
- Pedro Miguel Pérez Betancourt - Exjefe de la Aduana General de la República
- Julio César Gandarilla Bermejo - Exministro del Interior (fallecido en 2020)

### Generales de División
- Romárico Sotomayor García - Ex- Jefe de la Dirección POlítica Principl del Minint.
- José Milián Pino - Ex- Viceministro del Interior
- Ramón Pardo Guerra - Jefe del Estado Mayor General de la Defensa Civil
- Leonardo Andollo Valdés - Ex- Segundo Jefe de la Comisión Permanente de Implementación y Desarrollo
- Raúl Omar Acosta Gregorich - Jefe del Ejército Occidental
- Andrés González Brito - Jefe del Ejército Central
- Ricardo Rigel Tejeda - Jefe del Ejército Oriental
- Manuel S. Pérez Hernández - Ex- Jefe del Ejército Juvenil del Trabajo
- José Carrillo Gómez - Presidente de la Asociación de Combatientes de la Revolución Cubana (ACRC)
- Ermio Hernández Rodríguez - Jefe de Dirección del MINFAR
- Jorge Guerrero Almaguer - Jefe de Dirección del MINFAR
- Rafael Hernández Delgado - Jefe del Estado Mayor del Ejército Oriental
- Rubén Martínez Puente - Jefe de la Unidad Agropecuaria de las FAR
- Orlando Almaguel Vidal - Ex- Jefe de Retaguardia de las FAR
- Elfre Pérez Zaldívar - Jefe de la Jefatura de la Logística de las FAR
- Samuel Rodiles Planas - Presidente del Instituto de Planificación Física
- Urbelino Betancourt Cruces - Director de la Academia de las FAR
- Guillermo Rodríguez del Pozo - Ex- Segundo Jefe del Centro de Estudios de Información de la Defensa (Fallecido)

#### Generales de división de la reserva
- Antonio Enrique Lussón Batlle - (Fallecido)
- Ulises Rosales del Toro - Diputado
- Jesús Bermúdez Cutiño - Exjefe del Centro de Estudios de Información de la Defensa (Fallecido)
- Rogelio Acevedo González - expresidente del Instituto de Aeronáutica Civil
- Fabián Escalante Font - Ex-viceministro del Interior
- Pedro García Peláez - Funcionario del Ministerio del Interior

#### Algunos generales de división fallecidos
- Enrique Carreras Rolas - Fallecido en 2013
- Pedro Mendiondo Gómez - Fallecido en 2013
- Carlos Fernández Gondín - Fallecido en 2017
- José Ramón Fernández Álvarez - Fallecido en 2019
- Pedro Monreal Acosta - Fallecido en 2011
- Julio César Gandarilla Bermejo - Fallecido en 2020
- Humberto Francis Pardo - Fallecido en 2022
- Luis Alberto Rodríguez López-Calleja - Fallecido en 2022

## Escalafón Militar de las FAR

### Rangos de las Fuerzas Terrestres y Fuerzas Aéreas
Soldados y suboficiales
- Soldado
- Soldado de Primera
- Cabo
- Sargento de Tercera
- Sargento de Segunda
- Sargento de Primera
- Sargento instructor de pelotón
- Suboficial
- Segundo suboficial
- Primer suboficial
- Suboficial Mayor

Oficiales
- Subteniente
- Teniente
- Primer teniente
- Capitán
- Mayor
- Teniente coronel
- Coronel
- Primer coronel
- General de Brigada
- General de División
- General de Cuerpo de Ejército
- General de Ejército
- Comandante en jefe

### Rangos de la Marina de Guerra Revolucionaria
Marineros y suboficiales
- Marinero
- Marinero de Primera
- Cabo
- Sargento de Tercera
- Sargento de Segunda
- Sargento de Primera
- Suboficial
- Segundo Suboficial
- Primer Suboficial

Oficiales navales
- Alférez
- Teniente de Corbeta
- Teniente de Fragata
- Teniente de Navío
- Capitán de Corbeta
- Capitán de Fragata
- Capitán de Navío
- Contraalmirante
- Vicealmirante
- Almirante